# San Biagio di Callalta
San Biagio de Callalta es una comuna italiana de 12.487 habitantes de la provincia de Treviso.
La fracción de Sant'Andrea de Barbarana es el pueblo natal del estilista Pierre Cardin (1922-2020).

## Evolución demográfica
El área territorial ha experimentado los siguientes cambios: la agregación en 1868 de las fracciones de Fagarè S. Andrea de Barbarana separada de la comuna de Zenson di Piave; y en 1877 se sumó la fracción de S. Flor separada de Spercenigo y se suprimió a la comuna de Spercenigo (según el censo de 1871 la población era de 1211 habitantes). 
Posteriormente, en 1902 se separa comuna de Fagarè del pueblo de Ponte di Piave (censo 1901: pob de 113 hab.); y en 1907 se suma al territorio de la comuna de Salgareda (censo de 1901: pob de 51 hab.)
| Gráfica de evolución demográfica de San Biagio di Callalta entre 1861 y 2001 |
|                                                                              |
| Fuente ISTAT - Gráfica elaborada por Wikipedia                               |